# Левенське графство
50°53′00″ пн. ш. 4°42′00″ сх. д. / 50.883333° пн. ш. 4.7° сх. д.
Левенське графство (нід. Graafschap Leuven) — середньовічне графство з центром у місті Левен, яке розташовувалося на території сучасної Бельгії в регіоні Фландрія. Першим графом був Ламберт I Бородатий з дому Реньє, останнім — герцог Генріх I Брабантський.

## Історія
У 956 році граф Еноський Реньє III повстав проти імператора Оттона I, але був взятий у полон і відданий Оттону I, який в 958 році вислав його, а володіння конфіскував. Еноське графство було розділено на 2 частини: графство Монс і маркграфство Валансьєн. Малолітні сини Реньє III, Реньє і Ламберт були переправлені в Західно-Франкське королівство (Францію), де знайшли притулок при королівському дворі.
Частина Еноського графства з містом Левен було передано Ламберту та стало ядром Левенського графства. Вперше Ламберт згаданий з титулом графа Левенського в акті, датованому 1003 роком. 
На початку 990-х Ламберт одружився з Гербергою, донькою герцога Нижньої Лотарингії Карла. Крім того, що даний шлюб значно підвищив престиж Ламберта, він як посаг отримав Брюссельську марку, а також став світським абатом Нівеля і Жамблу. Ці придбання склали основу могутності Левенського дому.
У 1106 році Генріх V захопив території графа Лимбурга Генріха I і передав відібраний у нього титул герцога Нижньої Лотарингії графу Левенському Готфріду. Також Готфрід отримав Брабантське ландграфство. Генріх продовжував боротьбу проти Готфріда Левенського, але особливого успіху він не досяг. Нащадки Генріха Лімбурзького продовжили його боротьбу і сперечалися за титул герцога Нижньої Лотарингії з представниками Левенського дому до 1191 року.
Після смерті Готфріда III титул герцога Нижньої Лотарингії був оголошений таким що немає правління. Незважаючи на це, аж до кінця Старого порядку герцоги Брабанта формально носили і цей титул. 
Між 1182 і 1184 роком син Готфріда III Генріх I брав участь у захисті Єрусалиму, за що імператор дав Брабанту статус герцогства і зробив Генріха першим герцогом Брабантським. 
Після смерті батька в 1290 році до Генріха перейшов Левен, який був фактично об'єднаний з Брабантським герцогством.

## Графи Левенські

### Графи Левенські та Брюссельські
- 988-1015: Ламберт I, (950-1015), син Реньє III, графа Ено, граф Левена з 988, отримав Брюссель як посаг в 994;
- 1015-1038: Генріх I, (пом. 1038), син попереднього;
- 1038-1040: Оттон I (пом. бл. 1041), син попереднього;
- 1040-1062: Ламберт II (пом. 1062), дядько попереднього, син Ламберта I;
- 1054-1079: Генріх II (1020-1079), син попереднього;
- 1079-1095: Генріх III (пом. 1095), син попереднього, ландграф Брабанта з 1085.

### Ландграфи Брабантські, графи Левенські та Брюссельські, герцоги Нижньої Лотарингії
- 1095-1139: Готфрід I (1060-1139), брат попереднього;
- Після Готфріда I титул графа Брюсселя перестав використовуватися.
- 1139-1142: Готфрід II (1107-1142), син попереднього;
- 1142-1190: Готфрід III (1140-1190), син попереднього;
- 1183-1235: Генріх I (1165-1235), син попереднього, граф Брюсселя з 1179, герцог Брабанта з 1183, граф Левена і герцог Лотьє з 1190.